# Мале Альошино (Калузька область)
Мале Альошино (рос. Малое Алешино) — присілок в Мещовському районі Калузької області Російської Федерації.
Населення становить 32 особи. Входить до складу муніципального утворення Село Гаврики.

## Історія
Від 2004 року входить до складу муніципального утворення Село Гаврики.

## Населення
1. Н/Д[2]